# Fins
Het Fins (suomi) is een taal met ongeveer zes miljoen sprekers, die tot de Oeraalse talen behoort. Het is een van de officiële talen van Finland, waar het de moedertaal is van bijna 95% van de bevolking. Verder zijn er autochtone Finstaligen in Rusland (in Karelië en Ingermanland), in Zweden (het Tornedal) en Noorwegen (de Kvenen in Finnmark en Troms). Het Meänkieli-Fins is een officieel erkende minderheidstaal in Zweden en het Kveens-Fins is een officieel erkende minderheidstaal in Noorwegen.
Het Fins behoort tot de Oostzeefinse talen binnen de Finoegrische taalfamilie. Binnen de Oostzeefinse talen zijn het Estisch en het Karelisch nauw verwant en hogerop is ook het Hongaars verwant met het Fins. Van onderlinge Fins-Hongaarse verstaanbaarheid is echter geen sprake en dat geldt evenmin met de naburige Indo-Europese talen zoals het Zweeds en het Russisch. De Germaanse, de Slavische en ook de Baltische talen hebben wel veel invloed gehad op de ontwikkeling van de Oostzeefinse talen en daarmee ook op die van het Fins. Bekende oude Germaanse leenwoorden in het Fins zijn kuningas 'koning', rengas 'ring' en ranta 'oever, strand'. De wetenschap die zich bezighoudt met het Fins, is de Fennistiek. De wetenschap die zich bezighoudt met de Finoegrische talen, is de Finoegristiek.

## Alfabet enklankinventaris
Het Fins wordt geschreven met het Latijnse alfabet, waaraan na de z drie tekens zijn toegevoegd: å, ä en ö. Deze worden gezien als aparte letters. De letters b, c, f, q, w, x, z en å worden alleen in leenwoorden gebruikt. De letters g en d komen wel voor maar zal men in een woordenboek weinig aantreffen; staan g en d in een inheems woord dan is dat steeds doordat het einde van een woord door een uitgang veranderd is - g bovendien alleen in de combinatie ng. Wat rest is een tamelijk beperkt bestand aan medeklinkers en een achttal klinkers, die kort en lang kunnen zijn en bovendien gecombineerd kunnen worden tot een groot aantal tweeklanken. Deze rijkdom aan klinkerfonemen is karakteristiek (maar niet exclusief) voor het Fins.
De klemtoon in het Fins is relatief zwak en ligt altijd op de eerste lettergreep.
Het Finse spellingsysteem is vrij eenvoudig omdat als regel wordt aangehouden dat elke letter afzonderlijk wordt uitgesproken. Hierdoor is de uitspraak bijna altijd uit de spelling af te leiden en is er ook maar één manier om een woord te schrijven. Twee verschillende medeklinkers achter elkaar (ts, nt etc.) worden apart uitgesproken, evenals twee klinkers, die dan samen eventueel een tweeklank vormen (ou, äy). Een uitzondering vormt de combinatie ng, die een lange nasale velaar weergeeft.

### Klinkers
Het Fins bezit de volgende klinkers, beschreven in het Internationaal Fonetisch Alfabet:
|          | Voor   | Voor     | Achter | Achter |
| Ongerond | Gerond | Ongerond | Gerond |        |
| -------- | ------ | -------- | ------ | ------ |
| Gesloten | i [i]  | y [y]    |        | u [u]  |
| Midden   | e [e]  | ö [ø]    |        | o [o]  |
| Open     | ä [æ]  |          | a [ɑ]  |        |

Venndiagram van de Finse klinkerharmonie

Het Fins kent ook lange klinkers, die worden geschreven met dubbele letters. Deze klinken hetzelfde als de enkele klinkers, maar worden langer aangehouden. Daarnaast heeft het Fins een grote verscheidenheid aan tweeklanken, die bestaan uit een i, een y of een u, voorafgegaan door vrijwel elke andere mogelijke klinker voor zover dit niet in strijd is met de klinkerharmonie (zie hieronder). Eindigend met i zijn ai, äi, ei, oi, öi, ui en yi, eindigend met y zijn äy, ey, iy en öy, en eindigend met u zijn au, eu, iu, ou. Ten slotte zijn er nog drie openende tweeklanken ie, yö en uo. Deze tweeklanken hebben de nadruk op de eerste klank, niet de tweede.

#### Klinkerharmonie
Net als het Hongaars kent het Fins klinkerharmonie.
Binnen een woord kunnen voorklinkers (blauw in bovenstaande tabel) en achterklinkers (geel) niet samen voorkomen. Dit geldt niet voor samengestelde woorden en leenwoorden, zoals säästöpankki (spaarbank) en teräsbetoni (gewapend beton).
Dit principe heeft tot gevolg dat achtervoegsels (bijvoorbeeld naamvalsuitgangen) in twee varianten voorkomen: een met een achterklinker en een met een voorklinker. Afhankelijk van de klinkers in de stam van het woord moeten achtervoegsels met de juiste klinker worden gebruikt, dus -ssa of -ssä en -ko of -kö.
Voorbeelden:
| voorklinkers                           | achterklinkers                      | neutraal (met voorklinkers)          |
| -------------------------------------- | ----------------------------------- | ------------------------------------ |
| kylä 'dorp' - kylässä 'in het dorp'    | talo 'huis' - talossa 'in het huis' | Helsinki - Helsingissä 'in Helsinki' |
| lentää 'vliegen' - lentänyt 'gevlogen' | lukea 'lezen' - lukenut 'gelezen'   | etsiä 'zoeken' - etsinyt 'gezocht'   |

De e en de i zijn in achtervoegsels neutraal. Komen in de woordstam alleen de klinkers e en i voor, dan komen er voorklinkers in de uitgangen, zoals in de derde kolom.
In sommige gevallen is het proces waarbij een oorspronkelijk zelfstandig woord verwordt tot achtervoegsel nog niet helemaal voltooid, waardoor woorden met zulke achtervoegsels nog kenmerken vertonen van samenstellingen. Een voorbeeld hiervan is het achtervoegsel -lainen/-läinen, dat soms wel en soms geen klinkerharmonie vertoont. Vergelijk suomalainen (persoon uit Finland) en helsinkiläinen (persoon uit Helsinki) waar wel klinkerharmonie voorkomt en minkälainen (wat voor soort) zonder harmonie.

### Medeklinkers
Kenmerkend voor de Finoegrische talen is dat alle obstruenten van oorsprong stemloos zijn en er verder alleen s-achtige wrijfklanken voorkomen. Dit geldt in grote mate nog voor het Fins, hoewel er tegenwoordig wel een aantal leenwoorden zijn met stemhebbende obstruenten.
|             | Labiaal | Dentaal | Alveolaar | Postalveolaar/ Palataal | Velaar   | Glottaal |
| ----------- | ------- | ------- | --------- | ----------------------- | -------- | -------- |
| Nasaal      | m       | n       |           |                         | ng [ŋ] 3 |          |
| Plofklank   | p, b    | t, d1   |           |                         | k, g     | [ʔ] 2    |
| Wrijfklank  | (f)     |         | s         | (š [ʃ])                 |          | h        |
| Approximant | v [ʋ]   |         | l         | j                       |          |          |
| Tril        |         |         | r         |                         |          |          |

1. [d]? komt in erfwoorden alleen in het midden van het woord voor als verzwakking van [t] door medeklinkergradatie (zie onder). De uitspraak is in de meeste gevallen niet een echte plofklank, maar varieert enigszins.
2. De glottisslag komt alleen voor tussen twee woorden in en wordt niet geschreven: anna olla /annaʔʔolla/? 'laat het zijn'. Deze klank komt niet in alle dialecten voor.
3. De korte velare nasaal [ŋ]? is een allofoon van [n] in de combinatie [ŋk] (geschreven als nk) en de lange velare nasaal [ŋŋ] (geschreven als ng) komt alleen voor als verzwakking van [ŋk] door medeklinkergradatie.

Dubbele medeklinkers worden langer aangehouden en zijn betekenisonderscheidend, net als de lange klinkers. Vergelijk tuli (vuur), tulli (tolheffing), tuuli (wind), tuulla (blazen). De h wordt altijd duidelijk geaspireerd. Aan het einde van een lettergreep is hij ook goed hoorbaar en klinkt dan (in Nederlandse oren) als 'ch'.

### Uitspraak
| letter | in woord | uitspraak                |   | letter  | in woord       | uitspraak |       | letter              | in woord | uitspraak |
| a      | kala     | als a in bad             | i | kivi    | als ie in iets | r         | rauta | als r in rat        |          |           |
| b      | banaani  | als b in bad             | j | joka    | als j in jaar  | s         | sana  | als s in sap        |          |           |
| d      | tiede    | als d in lade            | k | kivi    | als k in kar   | t         | tosi  | als t in tap        |          |           |
| e      | tiede    | als e in heer, maar kort | l | luokka' | als l in laat  | u         | susi  | als oe in boek      |          |           |
| f      | figuuri  | als f in fiets           | m | mies    | als m in man   | v         | vesi  | als w in wiel       |          |           |
| g      | gotiikka | als g in goal            | n | neljä   | als n in neus  | y         | yksi  | als uu in minuut    |          |           |
| h      | huuli    | als h in huis            | o | kolme   | als o in los   | ä         | älä   | als (open) e in weg |          |           |
| -h     | vihreä   | als ch in lach           | p | piiri   | als p in pak   | ö         | mökki | als u in rug        |          |           |

1. Dubbele klinkers en medeklinkers worden lang aangehouden.
2. De klinkers van tweeklanken worden afzonderlijk uitgesproken, met de nadruk op de eerste.
3. De klemtoon ligt altijd op de eerste lettergreep van een woord.

### Dubbel en enkeling
In de Finse taal zitten zoals in vele andere talen, ook "verhaspelingswoorden". Dit houdt in dat er woorden zijn die bijna op elkaar lijken of klinken, maar toch een letter meer of minder hebben. Hierdoor is het "komische" gevaar dat men iets anders schrijft of spelt dan hij/zij bedoelt.
Denk hierbij aan: kissa-kisa (kat en wedstrijd), kyllä-kylä (Ja/jawel en dorp/gemeenschap), tuli-tuuli-tulli (vuur, wind en douane), te-tee (jullie en thee)

## Grammatica
Het Fins heeft de naam een erg moeilijke taal te zijn, hoewel de oorzaak daarvan voor een groot deel gelegen is in het feit dat de taal niet verwant is met de Indo-Europese talen. Een andere oorzaak is dat de Finse taal ook vele dialecten en dialectische vervoegingen heeft, die in Finland veel door elkaar worden gebruikt. Het Fins bestaat ook uit veel onregelmatige werkwoordvervoegingen, veel woorden die in het Nederlands niet vervoegbaar zijn worden in het Fins wel vervoegd. Denk hierbij aan het woord "nee/geen". Ook heeft het Fins een grotendeels onbekende woordenschat en zijn er veel woorden niet vertaalbaar. De grammaticale termen genitief, accusatief en passief worden bijvoorbeeld anders gebruikt dan in de Germaanse talen. Bovendien kent het Fins een groot aantal verschillende naamvallen: 16 in totaal, dit waren er in het Oudfins 21.
Het Fins is een zeer sterk agglutinerende taal, wat betekent dat woorden kunnen worden voorzien door een keten van uitgangen die bijvoorbeeld plaatsbepaling of bezit weergeven (talo 'huis', talossa 'in het huis', taloissa 'in de huizen', talonsa 'zijn/haar huis', talossaan 'in zijn/haar huis', taloissaan 'in zijn/haar huizen'). We spreken daarom in dit geval bij voorkeur van een flecterende taal. Finse woorden zijn dan ook gemiddeld langer dan Nederlandse, doordat het Nederlands vaker afzonderlijke woorden (clitica) gebruikt.

### Gradatie
Karakteristiek voor alle Oostzeefinse talen is het verschijnsel medeklinkergradatie, wat betekent dat sommige medeklinkers afhankelijk van hun positie in een sterke trap en een zwakke trap kunnen optreden.
Van oorsprong is dit verschil geconditioneerd door de onderverdeling in lettergrepen. Staat een medeklinker aan het begin van een open lettergreep (dat wil zeggen: eindigt de lettergreep op een klinker), dan verschijnt de sterke trap. Is de lettergreep gesloten (dat wil zeggen: eindigt deze op een medeklinker), dan verschijnt de zwakke trap. Er zijn echter in de loop van tijd veel uitzonderingen op ontstaan.
Er zijn twee vormen van gradatie:
- Kwantitatief: de sterke trap heeft een lange plofklank, de zwakke een korte. Dit is de enige vorm van gradatie die nog productief is, wat wil zeggen dat deze toegepast wordt op nieuwe woorden.
  - pp - p: kauppa - kaupan 'winkel'
  - tt - t: kettu - ketun 'vos'
  - kk - k: Amerikka - Amerikan 'Amerika'
- Kwalitatief: de sterke trap heeft een andere klinker dan de zwakke. Meestal heeft de sterke trap een plofklank en de zwakke een wrijfklank, die eventueel geassimileerd wordt.
  - p - v: apu - avun 'hulp'
    - mp - mm: lampi - lammen 'vijver'

  - t - d: pöytä - pöydän 'tafel'
    - si/te - de: kuusi/kuuteen - kuuden 'zes'
    - nt - nn: lintu - linnun 'vogel'
      - nsi/nte - nne: kynsi/kynteen - kynnen 'nagel'

    - lt - ll: silta - sillan 'brug'
      - lsi/lte - lle: jälsi/jälteen - jällen 'cambium'

    - rt - rr: kerta - kerran 'keer'
      - rsi/rte - rre: varsi/varteen - varren 'stengel'

    - ksi/hte - hde: kaksi/kahteen - kahden 'twee'

  - k - (niets): jalka - jalan 'voet'
    - nk - ng: Helsinki - Helsingin
    - lki/lke - lje: kylki/kylkeen - kyljen 'zij'
    - rki/rke - rje: järki/järkeen - järjen 'denkvermogen'
    - uku, yky - uvu, yvy: kyky - kyvyn 'vermogen'

  - s - (niets) of h: vieras - vieraan 'gast', mies - miehen 'man' (h blijft na beklemtoonde klinker, anders niet)

Latere klankveranderingen kunnen de gradatie soms minder duidelijk maken. In een vroeg stadium van de taal werd e aan het einde van een woord i, waarna de combinatie ti veranderd is in si. Daardoor ontstond er weer een gradatie si/te - de. Ook zijn h en k aan het eind van de stam verdwenen, verdween g (als zwakke trap van k) volledig, en verdwenen d en h als deze tussen twee onbeklemtoonde klinkers stonden, waardoor lettergrepen die nu gesloten lijken ooit open waren of andersom. De uitgang van de illatief was bijvoorbeeld ooit -hVn waarbij V een kopie was van de klinker voor de h, bijvoorbeeld kuutehen (van kuusi), maar dit werd daarna kuuteen met, schijnbaar tegen de regels in, de sterke trap in een gesloten lettergreep. Veel woorden die eindigen in -e hebben de zwakke trap, ondanks dat er een open lettergreep volgt, maar dit komt doordat deze woorden vroeger in -eh of -ek eindigden. Soms kunnen twee soorten gradatie zelfs door elkaar optreden, bijvoorbeeld bij kuningas - kuninkaan (ouder kuninkahan) 'koning', waarbij het toevoegen van een uitgang de s in de zwakke trap laat overgaan, maar de ng weer in de sterke trap verschijnt.

### Nominalen
Onder de nominalen vallen alle naamwoorden, zoals bijvoeglijke en zelfstandige naamwoorden en persoonlijke voornaamwoorden. Deze worden op dezelfde manier verbogen. Het Fins kent in het geheel geen woordgeslacht, zelfs niet in de persoonlijke voornaamwoorden. Het persoonlijke voornaamwoord hän kan dus zowel 'hij' als 'zij' betekenen. Er is wel een achtervoegsel -tar dat te vergelijken is met het Nederlandse -in, -es of -ster, zoals in kuningatar 'koningin'. Dit achtervoegsel wordt in het moderne Fins echter niet zo veel gebruikt omdat woorden van nature al geslachtsneutraal zijn.
Waar het Nederlands voorzetsels heeft, gebruikt het Fins behalve achterzetsels vaker naamvallen, wat kenmerkend is voor agglutinerende talen. Het Fins gebruikt de volgende naamvallen:
| Naamval                              | Uitgang            | Betekenis             | Voorbeeld    | Vertaling                                          |
| Grammaticaal                         | Grammaticaal       | Grammaticaal          | Grammaticaal | Grammaticaal                                       |
| ------------------------------------ | ------------------ | --------------------- | ------------ | -------------------------------------------------- |
| nominatief (nominatiivi)             | -                  | (onderwerp)           | talo         | huis                                               |
| genitief (genetiivi)                 | -n                 | van (bezit, relatie)  | talon        | van het huis                                       |
| accusatief (akkusatiivi)             | -n, -              | (voltooid voorwerp)   | talon        | (het volledige) huis                               |
| partitief (partitiivi)               | -(t)a              | (onvoltooid voorwerp) | taloa        | (wat/een deel van het) huis                        |
| Locatief (intern)                    |                    |                       |              |                                                    |
| inessief (inessiivi)                 | -ssa               | binnenin              | talossa      | in het huis                                        |
| elatief (elatiivi)                   | -sta               | vanuit                | talosta      | het huis uit                                       |
| illatief (illatiivi)                 | -Vn (V=voorg. kl.) | naar binnen           | taloon       | het huis in                                        |
| Locatief (extern)                    |                    |                       |              |                                                    |
| adessief (adessiivi)                 | -lla               | bij, op               | talolla      | bij/op het huis                                    |
| ablatief (ablatiivi)                 | -lta               | vandaan, vanaf        | talolta      | van het huis weg/af, bij het huis vandaan          |
| allatief (allatiivi)                 | -lle               | naartoe               | talolle      | naar het huis toe                                  |
| Essief (rol)                         |                    |                       |              |                                                    |
| essief (essiivi)                     | -na                | als                   | talona       | als een huis                                       |
| (exessief; dialectisch) (eksessiivi) | -nta               | van zijnde            | talonta      | (verandering) van een huis zijnde (in iets anders) |
| translatief (translatiivi)           | -ksi               | in (de rol van)       | taloksi      | (verandering) in een huis                          |
| Marginaal (weinig gebruikt)          |                    |                       |              |                                                    |
| instructief (instruktiivi)           | -n                 | met (behulp van)      | taloin       | met de huizen                                      |
| abessief (abessiivi)                 | -tta               | zonder                | talotta      | zonder huis                                        |
| comitatief (komitatiivi)             | -ne-               | samen met             | taloineen    | samen met het huis/de huizen                       |

De abessief, comitatief en instructief worden niet meer productief gebruikt en komen alleen maar in vaste standaarduitdrukkingen voor.
Bijvoeglijke naamwoorden en ook telwoorden congrueren: suuri talo 'het grote huis', suuressa talossa 'in het grote huis'. Bij getallen, als het woord erna in de partitief staat, blijft het getal zelf in de nominatief: kaksi taloa 'twee huizen', kahdessa talossa 'in twee huizen'.

#### Meervoud
In het Fins wordt de nominatief meervoud meestal gevormd door een t achter het zelfstandig naamwoord te zetten en de stam in de zwakke gradatietrap. Het meervoud van de overige naamvalsvormen wordt gevormd door een -i- in te voegen tussen stam en uitgang. Deze kan soms de bestaande eindklinker vervangen of veranderen.
| Nominatief ev. | Nominatief mv. | Inessief mv. | Vertaling  |
| -------------- | -------------- | ------------ | ---------- |
| talo           | talot          | taloissa     | huis       |
| kala           | kalat          | kaloissa     | vis        |
| pöytä          | pöydät         | pöydissä     | tafel      |
| lintu          | linnut         | linnuissa    | vogel      |
| ohje           | ohjeet         | ohjeissa     | instructie |
| yö             | yöt            | öissä        | nacht      |

#### Nominatief, accusatief en partitief
De nominatief, accusatief en partitief zijn de meest gebruikte naamvallen. Het gebruik van deze naamvallen is soms moeilijk te leren, aangezien het op sommige punten sterk verschilt van andere Europese talen.
De nominatief is altijd de onverbogen vorm van het woord en wordt gebruikt voor het onderwerp van de zin.
De accusatief is gelijk aan de genitief in het enkelvoud en aan de nominatief in het meervoud (met -t). In een enkel geval, zoals bij de gebiedende wijs, is de accusatief enkelvoud ook gelijk aan de nominatief. Hij wordt gebruikt voor het lijdend voorwerp als de handeling daarop voltooid en volledig is. De accusatief als naamval is geschrapt uit veel moderne grammatica's, maar aangezien de persoonlijke voornaamwoorden een afzonderlijke accusatief enkelvoud in -t hebben is dat soms moeilijk vol te houden.
De partitief heeft de uitgang -a/ä of -ta/tä en wordt gebruikt voor het lijdend voorwerp als de handeling daarop onvoltooid, onvolledig of onbepaald is. Dit gebeurt wanneer:
- iets nog bezig is: mies lukee lehteä 'de man leest de krant' (maar heeft hem nog niet uit)
- iets incompleet is: mies lukee lehteä 'de man leest wat in de krant' (dat wil zeggen: hij leest in de krant, niet de hele krant)
- het een negatieve zin betreft: mies ei lue lehteä 'de man leest de krant niet'

Als het lijdend voorwerp volledig is of het proces is afgerond, dan wordt de accusatief gebruikt: mies lukee lehden 'de man leest de krant (helemaal uit)'.
De partitief wordt ook gebruikt:
- na telwoorden: talo 'huis, kaksi taloa 'twee huizen.
- als onderwerp, als dat een onbepaalde hoeveelheid aangeeft: Suomessa on järviä 'in Finland zijn meren' (hier staat järvi 'meer' in de partitief meervoud).

In zekere zin lijkt de partitief in gebruik wat op het Franse onbepaald lidwoord (du, de la en des). Vergelijk het bovenstaande voorbeeld met de Franse vertaling: En Finlande, il y a des lacs.
Hoewel de partitief aan regels is verbonden en goed te leren is, blijft het gebruik in sommige gevallen voor een niet-Finstalige toch lastig te voorspellen. Dit komt vooral door de zogenaamde "verbirektio". Dit zijn werkwoorden die altijd een bepaalde naamval dragen, ongeacht de regels. Voorbeelden van werkwoorden die partitief vereisen zijn: "rakastaa" (houden van) en "auttaa" (helpen) → Rakastan sinua, Auta minua. Deze verbirektio's met hun naamvallen moeten afzonderlijk geleerd worden.

#### Trappen van vergelijking
In het Fins wordt de vergrotende trap gevormd door achter het bijvoeglijke naamwoord de uitgang -mpi toe te voegen, of -mpa/mpä- als er een uitgang volgt. De overtreffende trap wordt gemaakt met -in, of -impa/impä- als er een uitgang volgt.
| Nominatief ev. | Inessief ev. | Inessief mv. | Vertaling |
| -------------- | ------------ | ------------ | --------- |
| pieni          | pienessä     | pienissä     | klein     |
| pienempi       | pienemmässä  | pienemmissä  | kleiner   |
| pienin         | pienimmässä  | pienimmissä  | kleinst   |
| iso            | isossa       | isoissa      | groot     |
| isompi         | isommassa    | isommissa    | groter    |
| isoin          | isoimmassa   | isoimmissa   | grootst   |
| vanha          | vanhassa     | vanhoissa    | oud       |
| vanhempi       | vanhemmassa  | vanhemmissa  | ouder     |
| vanhin         | vanhimmassa  | vanhimmissa  | oudst     |

De trappen van hyvä 'goed' zijn onregelmatig: parempi 'beter', paras (parhaa-) 'best'.

#### Voornaamwoorden
Het Fins heeft onder andere de volgende voornaamwoorden:
| Enkelvoud        | Enkelvoud                       |              | Meervoud                                    | Meervoud |
| Fins             | Vertaling                       | Fins         | Vertaling                                   |          |
| minä (minu-)     | ik                              | me (mei-)    | wij                                         |          |
| sinä (sinu-)     | jij                             | te (tei-)    | jullie/u                                    |          |
| hän              | hij/zij                         | he (hei-)    | zij (personen)                              |          |
| se (si-)         | het (in spreektaal ook hij/zij) | ne (nii-)    | zij (dingen, in de spreektaal ook personen) |          |
| tämä (tä-)       | dit, deze                       | nämä (näi-)  | deze                                        |          |
| tuo              | dat, die                        | nuo (noi-)   | die                                         |          |
| kuka/ken (kene-) | wie                             | ketkä (kei-) | wie (allemaal)                              |          |
| mikä (mi-)       | wat                             | mitkä (mi-)  | wat (alles)                                 |          |
| joka (jo-)       | die, dat (betrekkelijk)         | jotka (joi-) | die (betrekkelijk)                          |          |

De persoonlijke voornaamwoorden mogen bij de eerste en tweede persoon weggelaten worden.

### Werkwoorden
In vergelijking met de Romaanse talen zijn de werkwoorden in het Fins relatief eenvoudig en lijken in bepaalde opzichten op de Nederlandse. Er zijn slechts twee tijden: tegenwoordige en verleden tijd. De toekomende tijd wordt meestal met de tegenwoordige tijd weergegeven. Daarnaast zijn er vier wijzen: de aantonende wijs, de gebiedende wijs, de conditionalis en de potentialis. De conditionalis laat zich vergelijken met de conditionalis uit de Romaanse talen en kan vertaald worden met 'zou(den)' of het Engelse 'would'. De potentialis wordt gebruikt om aan te geven dat iets mogelijkerwijs of waarschijnlijk zal gebeuren, maar is in de huidige Finse spreektaal zeldzaam.

#### Uitgangen
De volgende uitgangen worden gebruikt voor de zes combinaties van persoon (eerste, tweede en derde) en getal (enkelvoud en meervoud). De gebiedende wijs heeft geheel eigen uitgangen die niet lijken op de andere.
| Vorm          | Uitgang     | Geb. wijs        |
| ------------- | ----------- | ---------------- |
| minä (ik)     | -n          |                  |
| sinä (jij)    | -t          | -                |
| hän (hij/zij) | -V, -       | -koon/köön       |
| me (wij)      | -mme        | -kaamme/käämme   |
| te (jullie)   | -tte        | -kaa/kää         |
| he (zij)      | -vat/vät    | -koot/kööt       |
| (passief)     | -tta- + -Vn | -ttakoon/ttäköön |

In de derde persoon enkelvoud wordt de voorgaande klinker verdubbeld in de tegenwoordige tijd en in de potentialis, anders is er geen uitgang.
Het Fins kent, naast de gebruikelijke zes combinaties van persoon en getal ook nog een speciale passieve vorm, die geen persoon of getal kent. In feite is dit een soort 'vierde persoon' en duidt aan dat de handeling door een onbekende of onspecifieke persoon wordt verricht. (Vergelijk het Nederlands: 'het regent' of 'het schijnt'.) De passieve uitgang bestaat uit twee afzonderlijke delen: een passief-uitgang -tta/ttä- die achter de werkwoordstam wordt geplaatst en een speciale vierdepersoons-uitgang -Vn, waarbij V hetzelfde is als de voorgaande klinker. Tussen de passief-uitgang en persoons-uitgang worden de tussenvoegsels voor tijd en wijs geplaatst.

#### Tijden en wijzen
De tegenwoordige tijd wordt gevormd zonder tussenvoegsel: de uitgangen worden rechtstreeks aan de stam vastgemaakt. In de passieve vorm komen de twee uitgangen daardoor achter elkaar en dit wordt -taan/tään (met verkorting van de -t door gradatie). Als de stam eindigt in een medeklinker, wordt net als bij naamwoorden een extra -e- ingevoegd voor de uitgangen om de uitspraak te vergemakkelijken.
De verleden tijd wordt gevormd door het invoegen van -i- tussen de stam en de uitgang. Hierbij gelden dezelfde regels omtrent het veranderen en verwijderen van voorgaande klinkers als bij de meervoudsvormen van naamwoorden. Als de stam al eindigt in -i blijft deze ongewijzigd, waardoor de tegenwoordige en verleden tijd vrijwel gelijk zijn.
De conditionalis wordt gevormd door het invoegen van -isi- tussen de stam en de uitgang, waarbij vergelijkbare regels gelden als bij de verleden tijd.
De potentialis ten slotte wordt gekenmerkt door het tussenvoegsel -ne-.

#### Voorbeelden
Hier volgen een aantal voorbeelden:
| Infinitief         | Infinitief                  | Infinitief      | Infinitief                  | Infinitief      | Infinitief                     |
| ------------------ | --------------------------- | --------------- | --------------------------- | --------------- | ------------------------------ |
| sanoa (sano-)      | zeggen                      | auttaa (autta-) | helpen                      | lisätä (lisät-) | toevoegen                      |
| Tegenwoordige tijd |                             |                 |                             |                 |                                |
| sanon              | ik zeg                      | autan           | ik help                     | lisään          | ik voeg toe                    |
| sanot              | jij zegt                    | autat           | jij helpt                   | lisäät          | jij voegt toe                  |
| sanoo              | hij/zij zegt                | auttaa          | hij/zij helpt               | lisää           | hij/zij voegt toe              |
| sanomme            | wij zeggen                  | autamme         | wij helpen                  | lisäämme        | wij voegen toe                 |
| sanotte            | jullie zeggen               | autatte         | jullie helpen               | lisäätte        | jullie voegen toe              |
| sanovat            | zij zeggen                  | auttavat        | zij helpen                  | lisäävät        | zij voegen toe                 |
| sanotaan           | wordt gezegd                | autetaan        | wordt geholpen              | lisätään        | wordt toegevoegd               |
| Verleden tijd      |                             |                 |                             |                 |                                |
| sanoin             | ik zei                      | autoin          | ik hielp                    | lisäsin         | ik voegde toe                  |
| sanoit             | jij zei                     | autoit          | jij hielp                   | lisäsit         | jij voegde toe                 |
| sanoi              | hij/zij zei                 | auttoi          | hij/zij hielp               | lisäsi          | hij/zij voegde toe             |
| sanoimme           | wij zeiden                  | autoimme        | wij hielpen                 | lisäsimme       | wij voegden toe                |
| sanoitte           | jullie zeiden               | autoitte        | jullie hielpen              | lisäsitte       | jullie voegden toe             |
| sanoivat           | zij zeiden                  | auttoivat       | zij hielpen                 | lisäsivät       | zij voegden toe                |
| sanottiin          | werd gezegd                 | autettiin       | werd geholpen               | lisättiin       | werd toegevoegd                |
| Gebiedende wijs    |                             |                 |                             |                 |                                |
| sano               | zeg!                        | auta            | help!                       | lisää           | voeg toe!                      |
| sanokoon           | laat hij/zij zeggen         | auttakoon       | laat hij/zij helpen         | lisätköön       | laat hij/zij toevoegen         |
| sanokaamme         | laten wij zeggen            | auttakaamme     | laten wij helpen            | lisätkäämme     | laten wij toevoegen            |
| sanokaa            | zeg (allemaal)              | auttakaa        | help (allemaal)             | lisätkää        | voeg (allemaal) toe!           |
| sanokoot           | laten zij zeggen            | auttakoot       | laten zij helpen            | lisätkööt       | laten zij toevoegen            |
| sanottakoon        | laat gezegd worden          | autettakoon     | laat geholpen worden        | lisättäköön     | laat toegevoegd worden         |
| Conditionalis      |                             |                 |                             |                 |                                |
| sanoisin           | ik zou zeggen               | auttaisin       | ik zou helpen               | lisäisin        | ik zou toevoegen               |
| sanoisit           | jij zou zeggen              | auttaisit       | jij zou helpen              | lisäisit        | jij zou toevoegen              |
| sanoisi            | hij/zij zou zeggen          | auttaisi        | hij/zij zou helpen          | lisäisi         | hij/zij zou toevoegen          |
| sanoisimme         | wij zouden zeggen           | auttaisimme     | wij zouden helpen           | lisäisimme      | wij zouden toevoegen           |
| sanoisitte         | jullie zouden zeggen        | auttaisitte     | jullie zouden helpen        | lisäisitte      | jullie zouden toevoegen        |
| sanoisivat         | zij zouden zeggen           | auttaisivat     | zij zouden helpen           | lisäisivät      | zij zouden toevoegen           |
| sanottaisiin       | zou worden gezegd           | autettaisiin    | zou worden geholpen         | lisättäisiin    | zou worden toegevoegd          |
| Potentialis        |                             |                 |                             |                 |                                |
| sanonen            | ik zou kunnen zeggen        | auttanen        | ik zou kunnen helpen        | lisännen        | ik zou kunnen toevoegen        |
| sanonet            | jij zou kunnen zeggen       | auttanet        | jij zou kunnen helpen       | lisännet        | jij zou kunnen toevoegen       |
| sanonee            | hij/zij zou kunnen zeggen   | auttanee        | hij/zij zou kunnen helpen   | lisännee        | hij/zij zou kunnen toevoegen   |
| sanonemme          | wij zouden kunnen zeggen    | auttanemme      | wij zouden kunnen helpen    | lisännemme      | wij zouden kunnen toevoegen    |
| sanonette          | jullie zouden kunnen zeggen | auttanette      | jullie zouden kunnen helpen | lisännette      | jullie zouden kunnen toevoegen |
| sanonevat          | zij zouden kunnen zeggen    | auttanevat      | zij zouden kunnen helpen    | lisännevät      | zij zouden kunnen toevoegen    |
| sanottaneen        | zou kunnen worden gezegd    | autettaneen     | zou kunnen worden geholpen  | lisättäneen     | zou kunnen worden toegevoegd   |

#### Deelwoorden
Het Fins kent vijf deelwoorden: actief onvoltooid, passief onvoltooid, actief voltooid, passief voltooid en een speciaal 'participium agentis'. Deze deelwoorden gedragen zich als bijvoeglijke naamwoorden en kunnen ook als zodanig worden gebruikt. De vormen zijn als volgt, met de werkwoorden puhua 'spreken', auttaa 'helpen, lisätä 'toevoegen' en als onderwerp of voorwerp mies 'man', lapsi 'kind', kieli 'taal', omena 'appel':
| Deelwoord           | Fins                               | Vertaling                                           | Fins                                 | Vertaling                                        | Fins                                  | Vertaling                                                |
| ------------------- | ---------------------------------- | --------------------------------------------------- | ------------------------------------ | ------------------------------------------------ | ------------------------------------- | -------------------------------------------------------- |
| actief onvoltooid   | puhuva mies                        | sprekende man man die nu aan het spreken is         | auttava mies                         | helpende man man die nu aan het helpen is        | lisäävä mies                          | toevoegende man man die nu (iets) aan het toevoegen is   |
| passief onvoltooid  | puhuttava kieli                    | gesproken wordende taal taal die nu wordt gesproken | autettava lapsi                      | geholpen wordend kind kind dat nu wordt geholpen | lisättävä omena                       | toegevoegd wordende appel appel die nu wordt toegevoegd  |
| actief voltooid     | puhunut mies (mv: puhuneet miehet) | sprekend geweeste man man die heeft gesproken       | auttanut mies (mv: auttaneet miehet) | helpend geweeste man man die heeft geholpen      | lisännyt lapsi (mv: lisänneet lapset) | toevoegend geweest kind kind dat (iets) heeft toegevoegd |
| passief voltooid    | puhuttu kieli                      | gesproken taal taal die is/werd gesproken           | autettu lapsi                        | geholpen kind kind dat is/werd geholpen          | lisätty omena                         | toegevoegde appel appel die is/werd toegevoegd           |
| participium agentis | miehen puhuma kieli                | door de man gesproken taal                          | miehen auttama lapsi                 | door de man geholpen kind                        | lapsen lisäämä omena                  | door het kind toegevoegde appel                          |

De voltooide deelwoorden worden bovendien gebruikt voor het vormen van de voltooide vorm van het werkwoord, zoals het voltooid deelwoord dat in het Nederlands doet. Hierbij wordt olla 'zijn' als hulpwerkwoord gebruikt:
| Vorm                           | Fins              | Vertaling                   |
| ------------------------------ | ----------------- | --------------------------- |
| voltooid tegenwoordig enkelv.  | olen puhunut      | ik heb gesproken            |
| voltooid tegenwoordig meervv.  | olemme puhuneet   | wij hebben gesproken        |
| voltooid tegenwoordig passief  | on puhuttu        | is gesproken                |
| voltooid verleden enkelv.      | olin puhunut      | ik had gesproken            |
| voltooid verleden meerv.       | olimme puhuneet   | wij hadden gesproken        |
| voltooid verleden passief      | oli puhuttu       | was gesproken               |
| voltooid conditionalis enkelv. | olisin puhunut    | ik zou hebben gesproken     |
| voltooid conditionalis meervv. | olisimme puhuneet | wij zouden hebben gesproken |
| voltooid conditionalis passief | olisi puhuttu     | zou zijn gesproken          |

#### Infinitieven
Het Fins kent vijf verschillende infinitieven. Deze worden niet allemaal even veel gebruikt, sommige zijn enigszins verouderd of formeel.
- De eerste infinitief is de vorm die in een woordenboek staat. Hij eindigt in -da/dä, of -a/ä. Deze -d- versmelt meestal met een voorgaande medeklinker. Hierdoor is ook de variant -ta/tä ontstaan, waarna de voorgaande medeklinker is verdwenen, maar de voorgaande stam staat in dit geval in de zwakke gradatietrap.
- De tweede infinitief wordt gevormd door de -a/ä van de eerste infinitief te vervangen door -e. Hierna volgen naamvalsuitgangen van de inessief of instructief.
- De derde infinitief wordt gevormd met de uitgang -ma/mä. Hierna volgen naamvalsuitgangen van de inessief, elatief, illatief, adessief, abessief of instructief.
- De vierde infinitief wordt gevormd met de uitgang -minen. Dit is een zelfstandig naamwoord dat de handeling zelf uitdrukt, zoals sanominen "het zeggen".
- De vijfde infinitief is erg zeldzaam en wordt gevormd met de uitgang -maisilla/mäisillä, altijd gevolgd door een bezitsuitgang.

#### Ontkenningswerkwoord
Ontkenning wordt in het Fins, in tegenstelling tot de meeste andere Europese talen, weergegeven door middel van een werkwoord. Bijvoorbeeld: en lue 'ik lees niet', ei lue 'hij/zij leest niet'. Dit lijkt enigszins op het Engels: I don't work, he doesn't work. Het verschil met het Engels is echter dat het Finse ontkenningswerkwoord geen uitgangen heeft voor tijd of wijs; deze worden aan het werkwoord erachter toegevoegd. De verleden tijd zou dus, letterlijk vertaald, niet I didn't work maar I don't worked zijn.
De vorm die na het ontkenningswerkwoord wordt gebruikt heeft geen uitgang en wordt gevormd door de stam van de eerste persoon enkelvoud te nemen, zonder de -n. Hetzelfde geldt voor de passieve vorm, die de -Vn-uitgang verliest. Bij ontkenning van de verleden tijd wordt het voltooid deelwoord gebruikt (actief dan wel passief). Wederom heeft de gebiedende wijs een geheel eigen serie vormen.
Hieronder volgen voorbeelden met het werkwoord sanoa 'zeggen':
| Tegenwoordige tijd positief | Tegenwoordige tijd positief |            | Tegenwoordige tijd negatief | Tegenwoordige tijd negatief |                    | Verleden tijd negatief | Verleden tijd negatief   |  | Gebiedende wijs | Gebiedende wijs |
| Fins                        | Vertaling                   | Fins       | Vertaling                   | Fins                        | Vertaling          | Fins                   | Vertaling                |  |                 |                 |
| sanon                       | ik zeg                      | en sano    | ik zeg niet                 | en sanonut                  | ik zei niet        |                        |                          |  |                 |                 |
| sanot                       | jij zegt                    | et sano    | jij zegt niet               | et sanonut                  | jij zei niet       | älä sano               | zeg niet                 |  |                 |                 |
| sanoo                       | hij/zij zegt                | ei sano    | hij/zij zegt niet           | ei sanonut                  | hij/zij zei niet   | älköön sanoko          | laat hij/zij niet zeggen |  |                 |                 |
| sanomme                     | wij zeggen                  | emme sano  | wij zeggen niet             | emme sanoneet               | wij zeiden niet    | älkäämme sanoko        | laten wij niet zeggen    |  |                 |                 |
| sanotte                     | jullie zeggen               | ette sano  | jullie zeggen niet          | ette sanoneet               | jullie zeiden niet | älkää sanoko           | zeg (allemaal) niet      |  |                 |                 |
| sanovat                     | zij zeggen                  | eivät sano | zij zeggen niet             | eivät sanoneet              | zij zeiden niet    | älkööt sanoko          | laten zij niet zeggen    |  |                 |                 |
| sanotaan                    | wordt gezegd                | ei sanota  | wordt niet gezegd           | ei sanottu                  | werd niet gezegd   | älköön sanottako       | laat niet worden gezegd  |  |                 |                 |

### Zinsbouw
Het Fins heeft dankzij het naamvalssysteem een relatief vrije woordvolgorde. Toch wordt die vrijheid begrensd door de betekenis van de zin in een context: de zin moet begrijpelijk en logisch blijven. De meest voorkomende woordvolgorde in neutrale zinnen is niettemin SVO, waarbij S het subject is, V het gezegde en de O staat voor het lijdend voorwerp, het meewerkend voorwerp of een naamwoordelijk gezegde. Dat wil zeggen: het onderwerp staat op de eerste plaats, het gezegde meestal op de tweede en een lijdend voorwerp op de derde plaats: mies lukee lehteä 'de man leest de krant' (mies 'man', lukea 'lezen', lehti 'krant').
In het Fins staat het bijvoeglijk naamwoord altijd voor het zelfstandig naamwoord: suuri mies 'een grote man' (suuri 'groot') en in het algemeen een bepaling voor het bepaalde: Helsingin kaupunki 'de stad Helsinki' (lett: "van Helsinki de stad", vergelijk het Engelse the city of Helsinki).
De vormleer kent de nominatief, partitief en accusatief, die elk de functie van subject of object kunnen krijgen. Het is voor niet-Finnen erg moeilijk om te weten wanneer voor het object de partitief of de genitief gebruikt moet worden. De laatste tien jaar worden er zinstypes in de Finse grammatica’s genoemd, die beter het gebruik van de naamvallen beschrijven. Afhankelijk van een zinstype staat het subject dus in de nominatief of accusatief. De belangrijkste zinstypes zijn:
- Transitieve zin: Te rikoitte ikkunan (jullie maakten het raam stuk)
- Intransitieve zin: Lokit lentelevät ja kirkuvat (de meeuwen krijsen en vliegen rond)
- Existentiële zin: Pöydällä on kirjoja (op de tafel liggen boeken)
- Bezitszin: Minulla on talo (ik heb een huis)
- Necessieve zin: Minun on pakko tehdä jotain (ik moet iets doen, letterlijk: Ik ben verplicht iets te doen)
- Veranderingszin: Minusta tuli opettaja (ik werd een leraar)
  - Liisa tuli onnelliseksi (Liisa werd gelukkig)

#### Voorzetsels en achterzetsels
Voor veel situaties waar het Nederlands een voorzetsel of achterzetsel nodig heeft, is in het Fins een naamval voorhanden. Het gebruik van zulke woorden is daarom relatief zeldzaam en wordt slechts gebruikt om de plaats of beweging wat verder te specificeren dan met de naamvallen alleen mogelijk is. Het Fins heeft een voorkeur voor achterzetsels, die achter een woord in de genitief geplaatst worden: miehen takana 'achter de man' (takana 'achter', miehen is de genitief van mies). Voorzetsels worden gevolgd door een woord in de partitief: ennen joulua 'voorafgaand aan kerstmis'. Een aantal woorden kan zowel als voorzetsel als als achterzetsel gebruikt worden: torin lähellä of lähellä toria 'bij het plein' (lähellä '(dicht)bij', toria is partitief en torin genitief van tori 'plein').
Voor- en achterzetsels zijn in het Fins meestal versteende naamvalsvormen van andere woorden, zoals päällä 'bovenop', dat de adessief van pää 'hoofd' is; het betekent dus letterlijk 'op de kop van'. Het hiervoor genoemde takana is van oorsprong de essief van taka, een verouderd woord voor 'rug'. Hier is nog de oudere plaatsbepalende betekenis van de essief bewaard, die in het modern Fins is overgenomen door de adessief; het woord betekende dus eerst 'aan de rug van'. Soms bestaat het basiswoord niet (meer), zoals bij lähellä 'dichtbij', dat de adessief is van lähi. Dit woord bestaat niet als zelfstandig woord maar nog wel als voorvoegsel lähi-, dat 'dichtbij-' betekent zoals in lähikauppa 'buurtwinkel'.

#### Bezitsconstructie
Het formele geschreven Fins gebruikt geen bezittelijke voornaamwoorden. In plaats daarvan verschijnen er bezitsuitgangen: talo 'huis', taloni 'mijn huis'. Ter benadrukking of, in spreektaal, zelfs ter vervanging van deze uitgangen, kan de genitiefvorm van het persoonlijke voornaamwoord worden gebruikt: minun taloni, minun talo.
| Bezittelijke voornaamwoorden | Bezittelijke voornaamwoorden |
| Fins                         | Vertaling                    |
| ---------------------------- | ---------------------------- |
| Minun taloni                 | Mijn huis                    |
| Sinun talosi                 | Jouw huis                    |
| Hänen talonsa                | Zijn/haar huis               |
| Meidän talomme               | Ons huis                     |
| Teidän talonne               | Jullie huis                  |
| Heidän talonsa               | Hun huis                     |

#### hebben-constructie
Het Fins heeft geen werkwoord "hebben". De constructie die hier wordt gebruikt is te vertalen met "bij mij is...", waarbij datgene wat men "heeft" niet het lijdend voorwerp, maar het onderwerp is: minulla on talo 'ik heb een huis'; letterlijk 'bij mij is een huis'. Deze constructie komt ook voor in de Keltische talen zoals het Iers (tá teach agam) en als dativus possessivus in het Latijn (mihi domus est) en Grieks.

## Woordenschat

### Telwoorden
De telwoorden van 1 tot 10 luiden:
|    | hoofdtelwoorden | spreektalige vormen | snel tellen | afgeleide zelfstandige naamwoorden met betekenis "nummer 1" e.d. | rangtelwoorden 1 | rangtelwoorden 2 | rangtelwoorden 3   |
| -- | --------------- | ------------------- | ----------- | ---------------------------------------------------------------- | ---------------- | ---------------- | ------------------ |
| 1  | yksi            | yks                 | yy          | ykkönen                                                          | ensimmäinen      | eka              | ykkös (paikka)     |
| 2  | kaksi           | kaks                | kaa         | kakkonen                                                         | toinen           | toka             | kakkos (paikka)    |
| 3  | kolme           | kolme               | koo         | kolmonen                                                         | kolmas           | kolmannes        | kolmos (paikka)    |
| 4  | neljä           | neljä-neli          | nee         | nelonen                                                          | neljäs           | neljännes        | nelos (paikka)     |
| 5  | viisi           | viis                | vii         | vitonen/viitonen                                                 | viides           | viidennes        | viitos (paikka)    |
| 6  | kuusi           | kuus                | kuu         | kutonen/kuutonen                                                 | kuudes           | kuudennes        | kuutos (paikka)    |
| 7  | seitsemän       | seiska              | see         | seitsentä-seitsemäinen-seitsikko-seiskanen                       | seitsemäs        | seitsemännes     | seitsemäs (paikka) |
| 8  | kahdeksan       | kasi                | kaa         | kahdeksikko/kasinen                                              | kahdeksas        | kahdeksannes     | kahdeksas (paikka) |
| 9  | yhdeksän        | ysi                 | yyh         | yhdeksikkö/ysinen                                                | yhdeksäs         | yhdeksännes      | yhdeksäs (paikka)  |
| 10 | kymmenen        | kymppi              | kyy         | kymmenen/kymppinen                                               | kymmenes         | kymmenes         | kymmenes (paikka)  |

|               | Uitgebreide telwoorden | Uitgebreide telwoorden spreektalige vormen |
| ------------- | ---------------------- | ------------------------------------------ |
| 0             | nolla                  | nolla                                      |
| 11            | yksitoista             | ykstoista (yytoo)                          |
| 12            | kaksitoista            | kakstoista (kaatoo)                        |
| 20            | kaksikymmentä          | kakskyt                                    |
| 21            | kaksikymmentäyksi      | kakskytyks (kaayks)                        |
| 22            | kakskymmentäkaksi      | kakskytkaks (kaakaks)                      |
| 30            | kolmekymmentä          | kolkyt                                     |
| 100           | sata                   | sata                                       |
| 101           | satayksi               | satayks                                    |
| 200           | kaksisataa             | kakssataa                                  |
| 300           | kolmesataa             | kolmesataa                                 |
| 1000          | tuhat                  | tuhat                                      |
| 2000          | kaksituhatta           | kakstuhatta                                |
| 10 000        | kymmenentuhatta        | kymmentuhatta                              |
| 100 000       | satatuhatta            | satatuhatta                                |
| 1 000 000     | miljoona               | milli                                      |
| 1 000 000 000 | miljardi               | miljardi                                   |

### Maanden en dagen
| Fins             | Vertaling | Betekenis    |             | Fins                | Vertaling |
| tammikuu/tammi   | januari   | eikenmaand   | maanantai   | maandag             |           |
| helmikuu/helmi   | februari  | parelmaand   | tiistai     | dinsdag             |           |
| maaliskuu/maalis | maart     | vroege maand | keskiviikko | 'midweek': woensdag |           |
| huhtikuu/huhti   | april     | rooimaand    | torstai     | donderdag           |           |
| toukokuu/touko   | mei       | zaaimaand    | perjantai   | vrijdag             |           |
| kesäkuu/kesä     | juni      | zomermaand   | lauantai    | zaterdag            |           |
| heinäkuu/heinä   | juli      | hooimaand    | sunnuntai   | zondag              |           |
| elokuu/elo       | augustus  | korenmaand   |             |                     |           |
| syyskuu/syys     | september | herfstmaand  |             |                     |           |
| lokakuu/loka     | oktober   | moddermaand  |             |                     |           |
| marraskuu/marras | november  | doodsmaand   |             |                     |           |
| joulukuu/joulu   | december  | kerstmaand   |             |                     |           |

## Spreektaal en schrijftaal
Wat het zeer lastig maakt in Finland, is dat in meerdere delen van Finland wordt gesproken met een dialect, spreektaal, samenvoegingen, verkortingen of straattaal. Doordat alles door elkaar wordt gebruikt in de Finse taal, door de hele bevolking, is het voor een buitenlander die Fins probeert te spreken erg moeilijk om te begrijpen wat er tegen hem/haar wordt gezegd. Denk hierbij aan het voorbeeld "yksi" (één) en "ysi" (spreektaal nummer negen), deze zijn snel te verwarren in de bijna gelijke uitspraak.
Twee bekende dialecten zijn het Lounaismurre (Zuidwestdialect) en het Stadin slangi (Helsinki en omstreken). Het Lounaismurredialect wordt bijna in heel Finland gesproken en staat beter bekend als "het spreek-Fins". Er wordt hierin veel gesjoemeld met letters, uitspraken en vervoegingen. Het spreek-Fins bestaat al sinds 1800.
Voorbeelden hiervan zijn:
| standaard-Fins                                         | spreek-Fins                                  | Nederlands                                      |
| ------------------------------------------------------ | -------------------------------------------- | ----------------------------------------------- |
| anteeksi                                               | anteeks                                      | sorry                                           |
| tiedän                                                 | tiiän                                        | ik weet (het)                                   |
| nyt se tulee, mene sinä ensin!                         | nysse tulee, mee sä eka                      | nu komt het/hij eraan, ga jij eerst!            |
| luuliko hän minua sinuksi?                             | luuliks se mua suks?                         | dacht hij dat ik jou was?                       |
| etkö sinä tajua?!                                      | eksä tajuu?!                                 | besef je het niet?!                             |
| pimeä                                                  | pimee                                        | donker                                          |
| Mene tai tule, mutta pane se ovi kiinni ja ole hiljaa! | Mee tai tuu, mut paa se ovi kii ja oo hiljaa | Kom of ga, maar doe de deur dicht en wees stil! |
| televisio                                              | telkku-teevee-töllö-ruutu-telkkari           | televisie                                       |
| maailmanmestaruuskilpailunvoittaja                     | maailmanmestari                              | wereldkampioen                                  |
| raitiovaunu                                            | ratikka-raitsikka-raitsu-spora               | tram                                            |

### Werkwoorden vervoegen in spreek-Fins
| standaard-Fins | spreek-Fins | Nederlands  |              | standaard-Fins | spreek-Fins      | Nederlands |
| minä olen      | mä oon      | ik ben      | minä en ole  | mä en oo       | ik ben niet      |            |
| sinä olet      | sä oot      | jij bent    | sinä et ole  | sä et oo       | jij bent niet    |            |
| hän on         | se on       | hij/zij is  | hän ei ole   | se ei oo       | hij/zij is niet  |            |
| me olemme      | me ollaan   | wij zijn    | me emme ole  | me ei olla     | wij zijn niet    |            |
| te olette      | te ootte    | jullie zijn | te ette ole  | te ette oo     | jullie zijn niet |            |
| he ovat        | ne on       | zij zijn    | he eivät ole | ne ei oo       | zij zijn niet    |            |

| standaard-Fins | spreek-Fins | Nederlands    |
| -------------- | ----------- | ------------- |
| minä tahdon    | mä tahon    | ik wil        |
| sinä tahdot    | sä tahot    | jij wilt      |
| hän tahtoo     | se tahtoo   | hij/zij wil   |
| me tahdomme    | me tahotaan | wij willen    |
| te tahdotte    | te tahotte  | jullie willen |
| he tahtovat    | ne tahtoo   | zij willen    |